# Santa Quitèria i Sant Bonifaci de Montfalcó
L'ermita de Santa Quiteria i Sant Bonifaci de Montfalcó és una ermita situada al nucli deshabitat de Montfalcó, al municipi de Viacamp i Lliterà, a la Ribagorça. Està situada sobre un cim rocós amb vistes sobre l'embassament de Canelles.
Datada del segle xi, és d'estil romànic- llombard amb un absis original semicircular que a les restauracions posteriors s'ha deixat rectangular. Té una petita capella al mur sud.

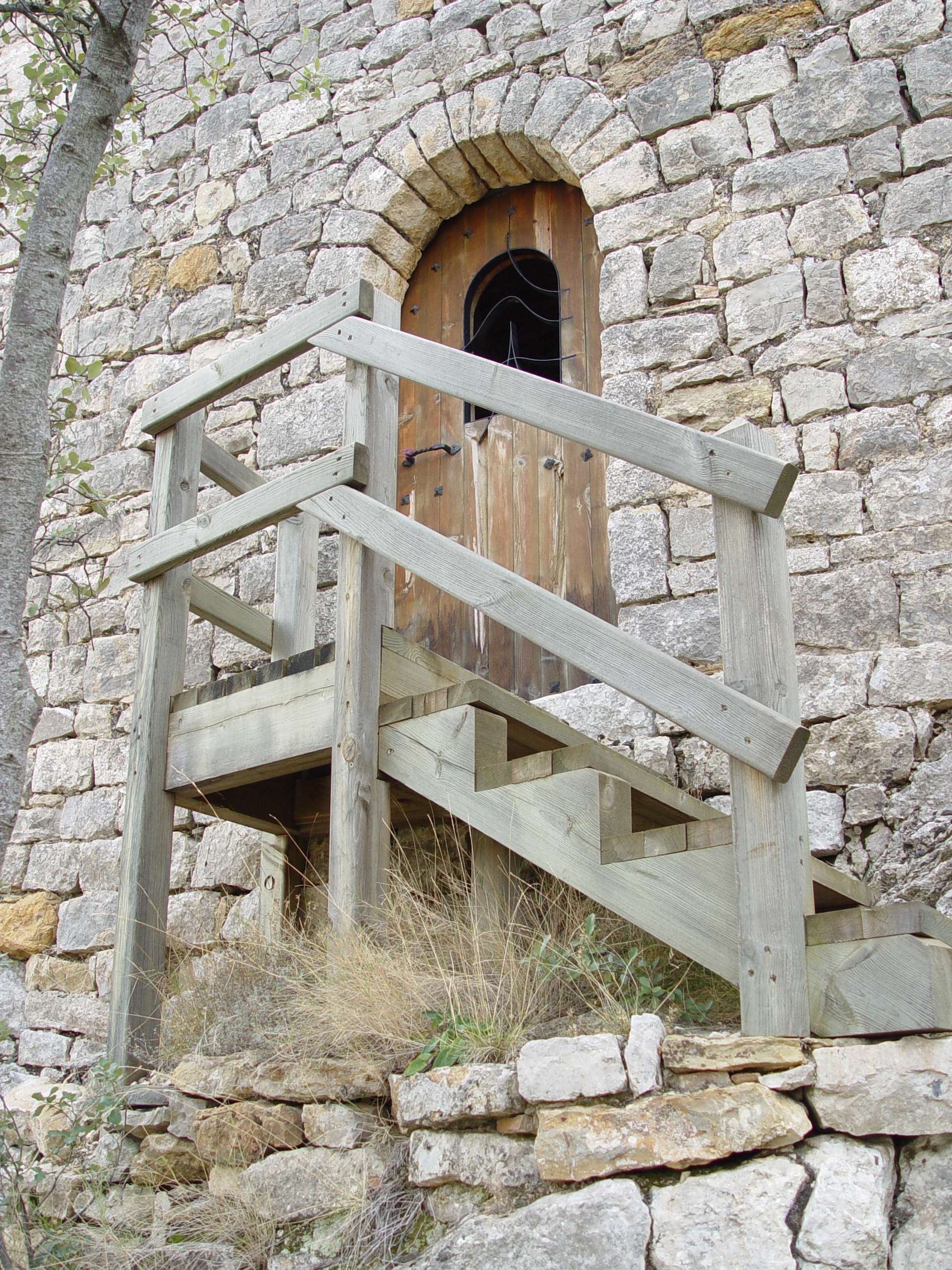
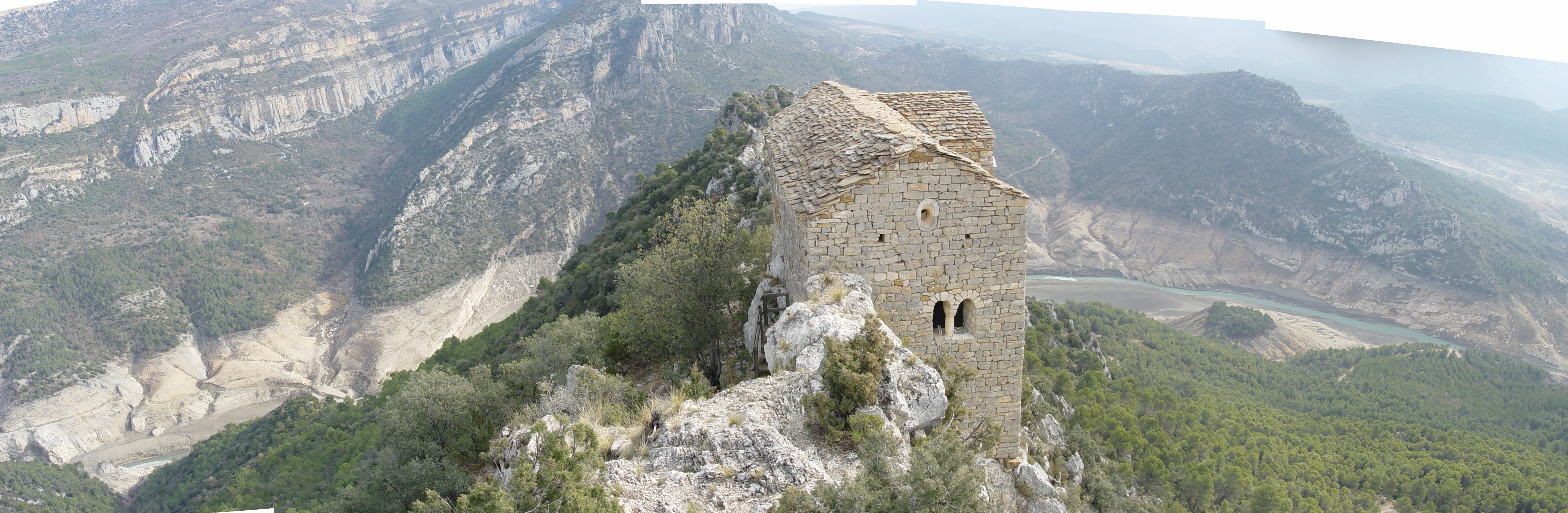